# Ray Clemence
Raymond Neal "Ray" Clemence (MBE) (født 5. august 1948 i Skegness, England, død 15. november 2020) var en engelsk fodboldspiller (målmand) og manager.
Clemences karriere strakte sig over hele 23 år, og er primært husket for to lange ophold hos henholdsvis Liverpool F.C. og Tottenham Hotspur. Han var i Liverpool, som han kom til efter at have startet sin karriere hos Scunthorpe United, en del af klubbens dominerende og succesfulde hold op gennem 1970'erne, der vandt hele fem engelske mesterskaber og tre udgaver af Mesterholdenes Europa Cup. Han var i størstedelen af tiden i klubben førstevalg på målmandspladsen, og nåede at spille næsten 500 ligakampe.
I 1981 forlod Clemence Liverpool og skiftede til Tottenham Hotspur. Han spillede for London-klubben frem til han sluttede sin karriere i 1988 i en alder af 39. I 1982 var han med til at vinde FA Cuppen, hans anden i karrieren, og i 1984 blev det til triumf i UEFA Cuppen.
Clemence spillede desuden 61 kampe for det engelske landshold. Hans første landskamp var et opgør mod Wales 15. november 1972, hans sidste en kamp mod Luxembourg 16. november 1983. I 27 af de 61 kampe holdt han målet rent for englænderne.
Clemence repræsenterede England ved både EM i 1980 i Italien og VM i 1982 i Spanien. Ved 1980-slutrunden spillede han to af englændernes tre kampe, mens han i 1982 var reserve for førstevalget Peter Shilton.
Efter at have indstillet sin aktive karriere var Clemence i to omgange manager. Først for sin gamle klub som spiller, Tottenham, og siden for den lille London-klub Barnet.

## Titler
Engelsk mesterskab
- 1973, 1976, 1977, 1979 og 1980 med Liverpool F.C.

FA Cup
- 1974 med Liverpool F.C.
- 1982 med Tottenham Hotspur

Football League Cup
- 1981 med Liverpool F.C.

Community Shield
- 1974, 1976, 1977, 1979 og 1980 med Liverpool F.C.
- 1981 med Tottenham Hotspur

Mesterholdenes Europa Cup
- 1977, 1978 og 1981 med Liverpool F.C.

UEFA Cup
- 1973 og 1976 med Liverpool F.C.
- 1984 med Tottenham Hotspur

UEFA Super Cup
- 1977 med Liverpool F.C.